# 다테야마 구로베 관광 무궤조 전차선

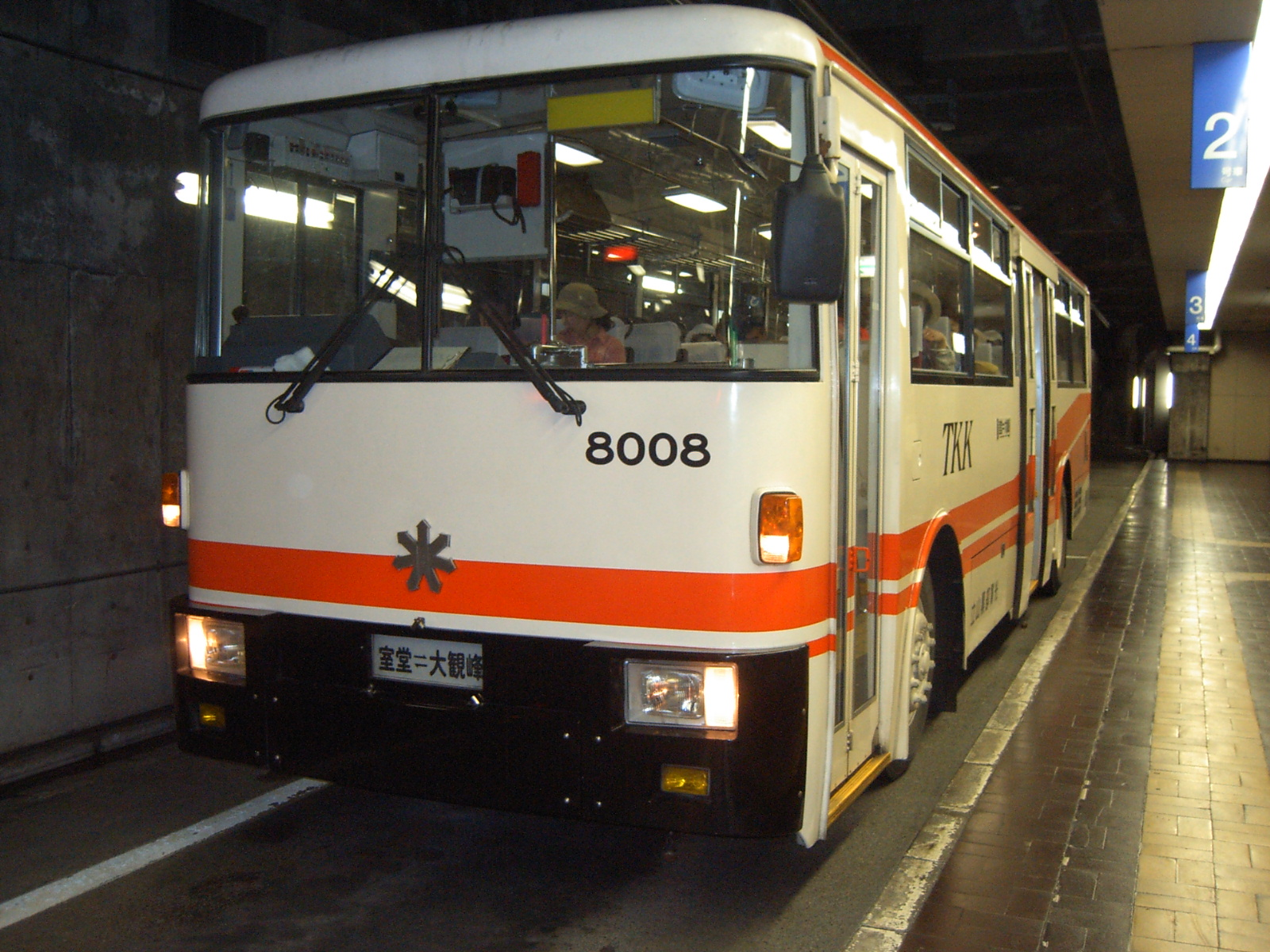
다테야마 터널 트롤리버스 차량

다테야마 구로베 관광 무궤조 전차선(立山黒部貫光無軌条電車線) 또는 통칭 다테야마 터널 트롤리버스(일본어: 立山トンネルトロリーバス)는 일본 도야마현 나카니카와군 다테야마정 아시쿠라지에서 다테야마 구로베 관광이 운행하고 있는 무궤조 전차선 (트롤리버스)이다. 무로도역에서 다이칸보역까지 3.7 킬로미터를 연결하고 있다. 다테야마 구로베 알펜 루트를 구성하는 교통기관 중 하나로 무로도역에서 다테야마 고원 버스와 다이칸보역에서 다테야마 로프웨이와 연결되어 있다.

## 같이 보기
- 다테야마산